# 테드 콜
테드 콜(Ted Cole, 1971년 4월 5일 ~ )은 캐나다의 성우, 텔레비전 배우이다.
밴쿠버에서 태어났다.

## 영화
- 기동전사 건담 - 시드 데스티니 (2004년)
- 영화 이누야샤: 붉은 연꽃의 호우라이섬 (2004년)
- 산타클로스 2 (2002년)
- 기동전사 건담 시드 (2002년)
- 사랑의 항해 (2000년)
- 무서운 영화 (2000년)
- 뉴욕 대지진 (1999년)
- 콜드 스쿼드 (1998년)
- 드래곤 볼 Z (1989년)
- 21 점프 스트리트 (1987년)